# Xestoleptura crassicornis
Xestoleptura crassicornis là một loài bọ cánh cứng trong họ Cerambycidae.